# Urbana (Missouri)
Urbana – miasto w Stanach Zjednoczonych, w stanie Missouri, w hrabstwie Dallas.